# Ďačov
Ďačov es un municipio del distrito de Sabinov, en la región de Prešov, Eslovaquia. Tiene una población estimada, a fines de 2020, de 735 habitantes.
Está ubicada en el centro-oeste de la región, en el valle del río Torysa (cuenca hidrográfica del río Tisza).

## Demografía
| Año        | 1994 | 2004    | 2014    | 2024    |
| ---------- | ---- | ------- | ------- | ------- |
| Población  | 739  | 747     | 756     | 744     |
| Diferencia |      | +1,08 % | +1,20 % | −1,58 % |

| Año        | 2023 | 2024    |
| ---------- | ---- | ------- |
| Población  | 736  | 744     |
| Diferencia |      | +1,08 % |